# Michele De Martiis
Michele De Martiis (Pescara, 17 agosto 1926 – Pescara, 22 giugno 2019) è stato un politico italiano.

## Biografia
Nato a Pescara nel 1926, lavorò per 32 anni come funzionario, geometra e dirigente dello IACP. Si avvicinò alla politica grazie all'amico Gaetano Novello e militò politicamente nelle file della Democrazia Cristiana a partire dal 1948. Fu a lungo consigliere comunale e per dieci anni assessore all'urbanistica. Nel 1988 venne eletto sindaco di Pescara. Tra le sue maggiori iniziative da sindaco, sono ricordate la regolamentazione del traffico cittadino, la prima isola pedonale di corso Umberto, i lavori di completamento del porto turistico e l'inaugurazione della sede universitaria di viale Pindaro.
Ritiratosi dalla vita politica nel 1993, morì a Pescara il 22 giugno 2019 all'età di 92 anni.